# Al límit de la sospita
Al límit de la sospita (títol original en anglès Jagged Edge) és una pel·lícula estatunidenca dirigida per Richard Marquand, estrenada el 1985 i doblada al català.

## Argument
Una advocada és convençuda de la innocència d'un periodista acusat d'haver assassinat la seva dona per interessos econòmics.

## Repartiment
- Jeff Bridges: Jack Forrester
- Glenn Close: Teddy Barnes
- Peter Coyote: Thomas Krasny
- Robert Loggia: Sam Ransom
- Lance Henriksen: Frank Martin
- Maria Mayenzet: Page Forrester
- Dave Austin: Policia
- Richard Partlow: Policia
- William Allen Young: Greg Arnold
- Ben Hammer: Dr. Goldman
- Woody Eney: Austin Lofton
- Brandon Call: David Barnes
- Michael Dorn: Dan Hislan
- John Clark: Dr. Holloway
- John Dehner: Jutge Carrigan
- Leigh Taylor-Young: Virginia Howell
- Mike Mitchell: Bailiff
- Walter Brooke: Duane Bendix

## -Nominacions
La pel·lícula va estar nominada a l'Oscar al millor actor secundari el 1986, per Robert Loggia.